# Massala asema
Massala asema là một loài bướm đêm trong họ Erebidae.